# Station Saint-Chamas
Station Saint-Chamas is een spoorwegstation in de Franse gemeente Saint-Chamas.